# The Bulletin (Australie)
Pour les articles homonymes, voir The Bulletin.

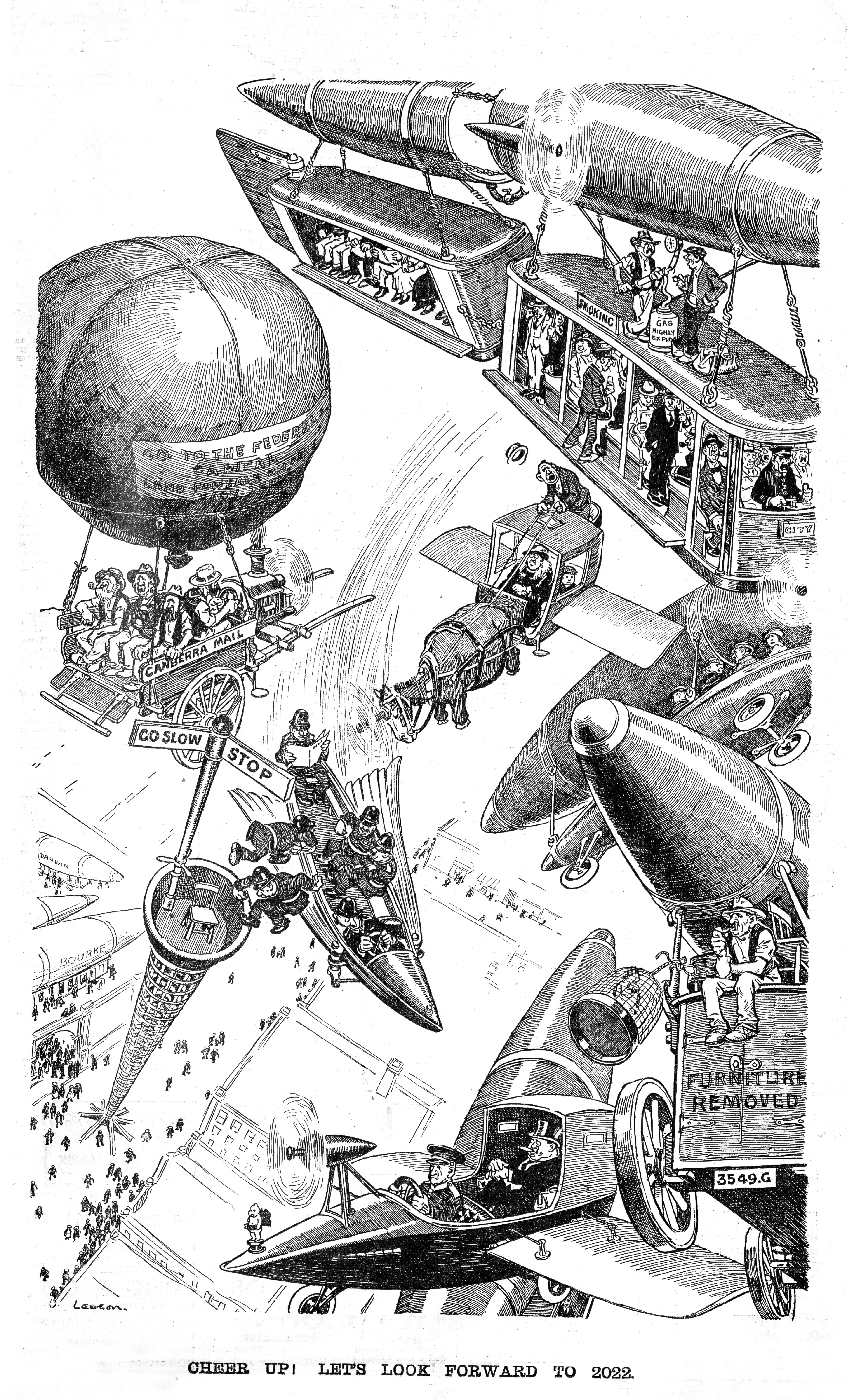
Percy Leason, Dessin du 4 mai 1922, The Bulletin.

Le magazine The Bulletin est un hebdomadaire australien qui fut publié à Sydney de 1880 à 2008 de façon discontinue.
Il eut une grande influence dans la culture et la politique australienne de 1890 à la Première Guerre mondiale, période où il fut apparenté à l'École australienne de littérature. Peu après, son influence déclina fortement.
Il fit un retour dans les années 1960 en tant que magazine d’actualités moderne. Le dernier numéro parut le 23 janvier 2008.

## Débuts
Le Bulletin a été fondé par deux journalistes de Sydney, J.F. Archibald et John Haynes (en), et la première édition parut le 31 janvier 1880. Il fut conçu comme un journal de réflexion sur la politique et le commerce, agrémenté d’essais littéraires.
Le Bulletin devient en peu de temps la bible des hommes du bush, avec un tirage à 80 000 exemplaires en 1900.
La pièce – maîtresse du travail d’Archibald a été d’ouvrir les colonnes du journal aux contributions de ses lecteurs en 1886, proposant ainsi des poésies, nouvelles et bandes-dessinées créés par des employés des fermes, des mines et des scieries venus de toute l’Australie. Une grande partie de ces écrits était de qualité et au fil du temps de nombreuses Lumières de la littérature australienne y firent leurs débuts. À cette époque le journal délivrait une information politique et économique approfondie.
Parmi ceux qui y furent publiés et devinrent célèbres, on trouve les écrivains Henry Lawson, Banjo Paterson, Bernard O'Dowd (en), Joseph Furphy, Miles Franklin, Pamela L. Travers et Vance & Nettie Palmer, les dessinateurs Livingston Hopkins (en) (« Hop »), David Low, Phil May, D H Souter et l’auteur-illustrateur Norman Lindsay.
Archibald prend sa retraite en 1907 ; après cela le journal devint de plus en plus conservateur, jusqu'à devenir ouvertement loyaliste à l'Empire à l'aube de la Première Guerre mondiale.

## Époque récente
En 1960, le journal est racheté par Australian Consolidated Press, le groupe dirigé par le magnat de la presse Frank Packer (en) (1906-1974).